# 赫维希·沃尔弗拉姆
赫维希·沃尔弗拉姆（1934年2月14日—）是一位奥地利中世纪历史学家，维也纳大学历史辅助科学榮譽退休教授，是维也纳历史学派的代表人物，主要作品有《哥特人史》（History of the Goths）等。